# Kami-Amakusa
Kami-Amakusa (Japans: 上天草市, Kami-amakusa-shi) is een Japanse stad in de prefectuur Kumamoto. In 2014 telde de stad 27.630 inwoners.

## Geschiedenis
Op 31 maart 2004 kreeg Kami-Amakusa het statuut van stad (shi). Dit gebeurde na het samenvoegen van de gemeenten Himedo (姫戸町), Matsushima (松島町), Oyano (大矢野町) en Ryugatake (龍ヶ岳町).
Steden:
Amakusa · Arao · Aso · Hitoyoshi · Kami-Amakusa · Kikuchi · Koshi · Kumamoto (hoofdstad) · Minamata · Tamana · Uki · Uto · Yamaga · Yatsushiro

Districten:
Amakusa · Ashikita · Aso · Kamimashiki · Kikuchi · Kuma · Shimomashiki · Tamana · Yatsushiro
Gemeenten per district